# Örö, Oskarshamns kommun
Örö är en ö i Oskarshamns kommun i Småland. Ön är huvudö i en lokal arkipelag om cirka 300 mindre öar och skär. Örö är en av få öar i ytterskärgården som fortfarande är befolkad året runt.

## Historik
Örö tros ha haft bosättning långt tillbaka i tiden. Man har funnit kolrester i medeltida husgrunder på de östra delarna av ön. Kol-14 metoden ger en datering av dessa kolrester i ett tidsspann mellan 1042 och 1440 e.Kr. Av jordeboken från år 1543 framgår att ett kronohemman var etablerat på Örö. Från 1500-talet och fram till 1881 var Örö även lotsplats. Det statliga kravet på utförandet av lotstjänst kompenserades bland annat genom nedsatt skattesats för de boende på ön. Fiske har av naturliga skäl alltid varit av stor betydelse för Öröborna. Parallellt med detta har även jordbruk och djurhållning bedrivits. Skärgårdsbefolkningen minskade allmänt under 1900-talets urbanisering. Detta gällde även Örö som 1861 hade en befolkning på 62 personer; 1946 20 personer och 1959 endast 9 personer. Idag finns fortfarande bosatta på ön. Fiske pågår fortfarande, något som på senare år har kombinerats med verksamhet inom besöksnäring och turism.

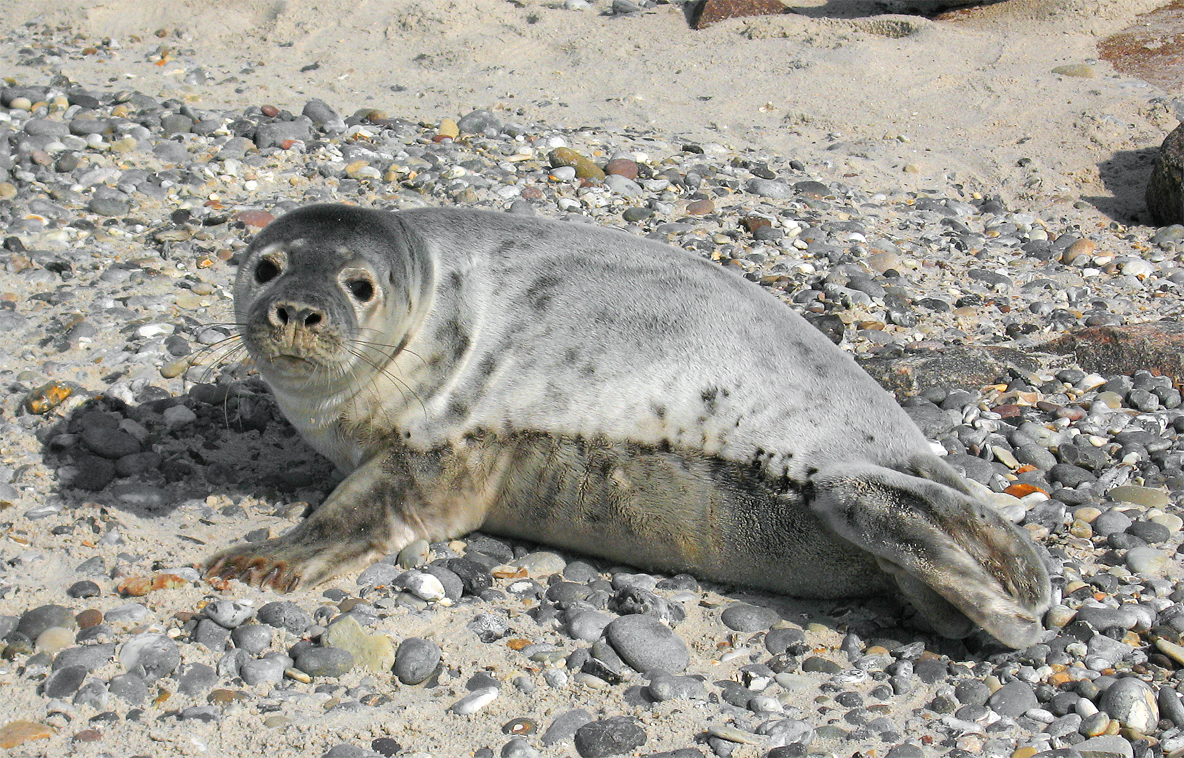
Gråsäl hör till Öröarkipelagens fauna.

## Geografi och natur
Örö ligger i Misterhults skärgård och är en av de nordligaste utposterna i Oskarshamns skärgård som helhet. Örö med sin omgivning av närliggande mindre öar och skär kan sägas utgöra en egen arkipelag. Några av öarna inom Öröarkipelagen är; Källbergs hällar, Husholmen, Grönskär, Granskallen, Lilla och Stora Tärnskär, Yttersta Karten, Skathällarna, Skräppö, Skallknabben, Ålgårdsskär och Vitgjusskär. Öröarkipelagen ingår i det av länsstyrelsen inrättade naturreservatet Misterhults skärgård.
Örös växtlighet skiljer sig från vad som annars dominerar i den här delen av den småländska skärgården genom att ön domineras av lövskog istället för barrskog. Trädfloran består bland annat av ekar, björkar, oxel och popplar. På ön finner man även blomsterängar och den största floran av kärlväxter i Misterhults skärgård som helhet med omkring 440 arter. Sälbeståndet har de senaste årtiondena börjat återhämta sig och ett sälskyddsområde har upprättats nordost om Örö. Ökningen av sälar har samtidigt ställt till bekymmer för fisket.